# Beni Ourtilane (distrito)
Beni Ourtilane (AT WERTILAN) é um distrito localizado na província de Sétif, Argélia.[carece de fontes?] Sua capital é a cidade de mesmo nome.

## Comunas
O distrito está dividido em quatro comunas:
- Aïn Legraj
- Beni Chebana
- Beni Ourtilane
- Beni Mouhli